# Newmaniverruca ferruginea
Newmaniverruca ferruginea is een zeepokkensoort uit de familie van de Verrucidae. De wetenschappelijke naam van de soort is voor het eerst geldig gepubliceerd in 1998 door Young.